# Khaled al-Qahtani
Khaled Ali Nasser Al Qahtani (arab.: خالد علي ناصر القحطاني, ur. 16 lutego 1985) – kuwejcki piłkarz występujący na pozycji obrońcy w kuwejckiej drużynie Al Qadsia.

## Kariera klubowa
Swoją karierę w dorosłej piłce zaczynał w Al Sahel SC. Wraz ze swoją obecną drużyną, Al Qadsia, trzykrotnie wygrywał Kuwaiti Premier League oraz także trzykrotnie puchar Kuwejtu. Raz, przez pół roku, grał poza granicami swojego kraju - w omańskim Salalah SC.

## Kariera reprezentacyjna
Al-Qahtani zadebiutował w reprezentacji Kuwejtu 31 lipca 2005 roku w towarzyskim, przegranym 1:0, meczu z reprezentacją Kataru. Al-Qahtani zagrał wtedy cały mecz. Znalazł się w kadrze Kuwejtu na Puchar Azji 2015, gdzie zagrał w jednym spotkaniu.
Stan na 24 lipca 2018
| Reprezentacja | Rok     | Mecze | Bramki |
| ------------- | ------- | ----- | ------ |
| Kuwejt        | 2005    | 1     | 0      |
| Kuwejt        | 2009    | 2     | 0      |
| Kuwejt        | 2011    | 9     | 0      |
| Kuwejt        | 2012    | 4     | 0      |
| Kuwejt        | 2014    | 1     | 0      |
| Kuwejt        | 2015    | 1     | 0      |
| Kuwejt        | 2017    | 3     | 0      |
| Kuwejt        | 2018    | 4     | 0      |
| Ogólnie       | Ogólnie | 25    | 0      |

## Sukcesy

### Al Qadsia
- Mistrzostwo Kuwejtu: 2011/12, 2013/14, 2015/16
- Puchar Kuwejtu: 2011/12, 2012/13, 2014/15